# Dizzy Wright
La'Reonte Wright (Flint, Michigan, SAD, 26. studenog 1990.), bolje poznat po svom umjetničkom imenu Dizzy Wright (ranije poznat kao Dizzy D Flashy) je američki reper i tekstopisac iz Las Vegasa, Nevade. Trenutno ima potpisan ugovor s nezavisnom diskografskom kućom Funk Volume. Svoju glazbenu karijeru je započeo 1999. godine kada je osnovao grupu DaFuture zajedno sa svojim bratom i prijateljem. Tek je 2010. godine započeo samostalnu karijeru, osvajajući mnoga natjecanja.

## Diskografija

### Nezavisni albumi
- SmokeOut Conversations (2012.)
- The Growing Process (2015.)

### EP-ovi
- The First Agreement (2012.)

### Miksani albumi
- What Hip Hop Needs (2010.)
- Legendary (2011.)
- Soul Searchin' Next Level (2011.)
- Free SmokeOut Conversations (2012.)

## Vanjske poveznice
- Službena stranica
- Dizzy Wright na Allmusicu
- Dizzy Wright na Discogsu
- Dizzy Wright na Billboardu
- Dizzy Wright  Arhivirana inačica izvorne stranice od 12. listopada 2012. (Wayback Machine) na MTV